# Zimmerit

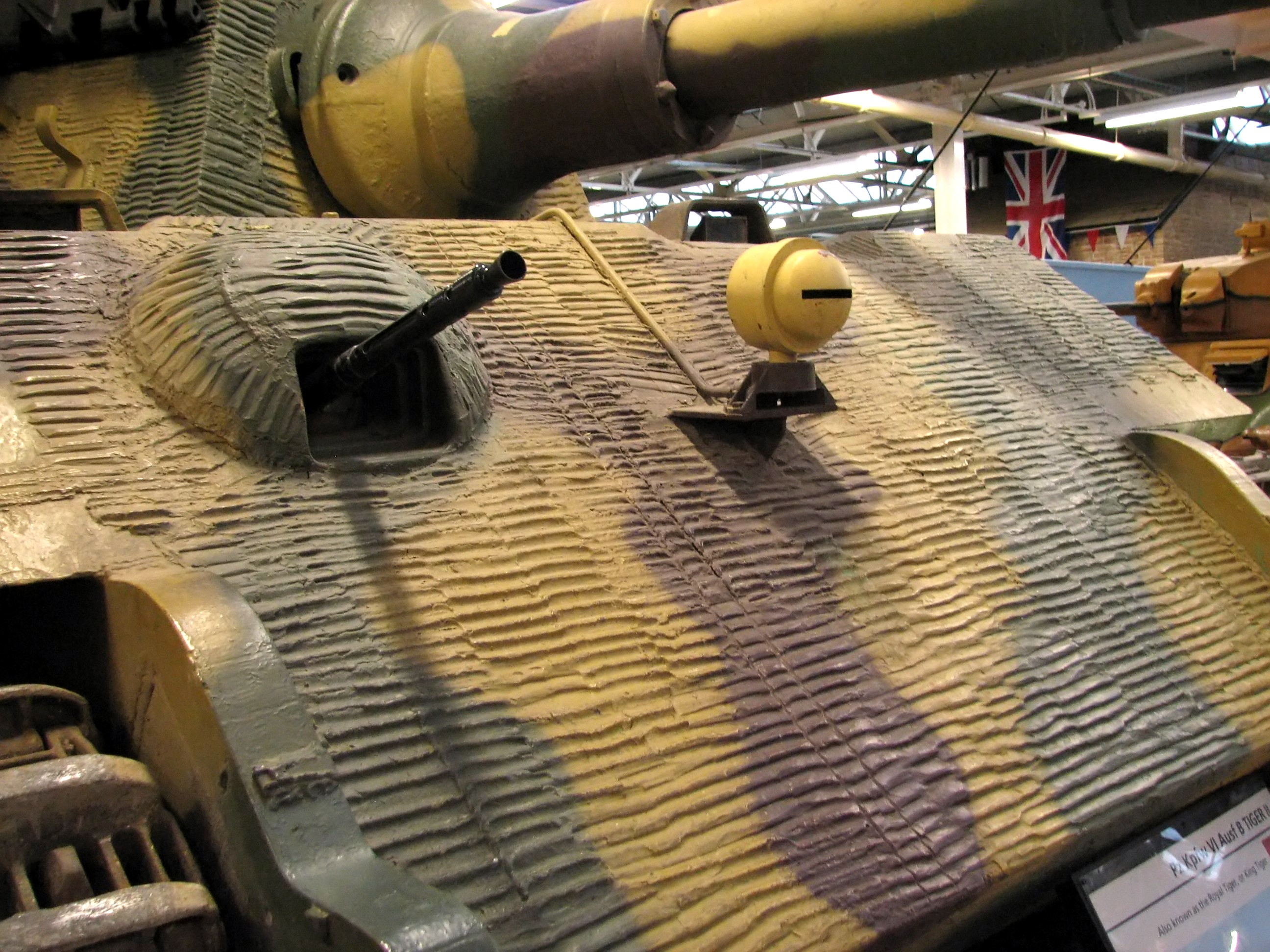
Zimmerit aplicat pe tancul greu Tiger II

Zimmerit a fost denumirea unui înveliș fabricat pentru vehiculele blindate ale Germaniei naziste din timpul celui de-al Doilea Război Mondial pentru a combate utilizarea minelor antitanc magnetice, deși Germania a fost singura țară care a folosit minele antitanc magnetice în număr mare în timpul războiului. Zimmeritul a fost creat de compania germană Chemische Werke Zimmer AG.

## Mod de funcționare
Stratul de Zimmerit era o barieră care împiedica contactul dintre mina magnetică și metalul vehiculului. De obicei, pasta avea creste (zimți) pentru a mări grosimea totală. În contact cu acest înveliș, minele magnetice cădeau de pe vehicule din cauza propriei greutăți și din cauza vibrațiilor vehiculului. Zimmeritul nu avea proprietăți antimagnetice propriu-zise, materialul din care era compus împiedica contactul dintre mina magnetică și suprafața metalică.

## Utilizare
Zimmeritul a fost aplicat pe suprafața unor tancuri și a unor autotunuri (acoperite complet de blindaj) din decembrie 1943 până pe 9 septembrie 1944. Pe vehiculele de luptă blindate care nu erau închise complet era foarte rar aplicat. Vehiculele aveau un aspect nefinisat distinct când erau dotate cu Zimmerit.
Aplicarea pastei antimagnetice se făcea la fabrică. Variațiile din aspectului pastei erau în funcție de fabrica unde era construit vehiculul blindat. Zimmeritul avea de obicei aspectul clasic, cu zimți, dar a existat și un model în formă de vafelă, întâlnit aproape exclusiv la tunurile de asalt Sturmgeschütz III. De obicei, vehiculele aflate deja în uz nu erau dotate cu Zimmerit.
Zimmeritul nu a mai fost aplicat din fabrică începând cu 9 septembrie 1944 și pe front de pe 7 octombrie 1944, din cauza unor zvonuri nefondate. Îngrijorările erau legate de faptul că pasta putea lua foc la impactul cu proiectilele. Aceste zvonuri au fost dezmințite ulterior, dar ordinul nu a fost schimbat. Aplicarea și uscarea Zimmeritului adăuga zile întregi la timpul necesar producției fiecărui vehicul blindat, fapt inacceptabil fiindcă exista o lipsă acută de tancuri în Wehrmacht.   
După război, armata britanică a experimentat la rândul ei un material asemănător pe tancul Churchill, dar a decis să nu folosească acestă metodă de protecție. Din cauza aruncătoarelor de grenade cumulative (precum Bazooka de fabricație americană), utilizarea minelor antitanc magnetice a devenit foarte rară.

## Compoziție
Zimmeritul era alcătuit din:
- 40 % Baritină - BaSO4
- 25 % Poliacetat de vinil – similar adezivului pentru lemn
- 15 % Pigment (ocru)
- 10 % Sulfură de zinc – ZnS
- 10 % Rumeguș

## Vehicule dotate cu Zimmerit din fabrică
- Panzer III
- Panzer IV[2]
- Panzer V[2]
- Tiger I[2] - aplicat la modelele de la mijlocul și sfârșitul producției
- Tiger II[2] - primele modele
- StuG III
- StuG IV - primele modele
- Jagdtiger - doar la varianta Porsche
- Jagdpanther - primele modele fabricate
- Jagdpanzer IV
- Brummbär